# Arcidiecéze São Salvador da Bahia
Arcidiecéze São Salvador da Bahia (latinsky Archidioecesis Sancti Salvatoris in Brasilia) je římskokatolická metropolitní arcidiecéze na území Brazílie se sídlem ve městě Salvador, kde se nachází katedrála Proměnění Páně. Jde o primaciální arcidiecézi v Brazílii, protože se jedná o první diecézi vzniklou na jejím území. Arcibiskup ve funkci má tedy titul primas Brazílie. 

## Církevní provincie
Církevní provincie São Salvador da Bahia zahrnuje jak metropolitní a primaciální arcidiecézi, tak i šest sufragánních diecézí:
- Diecéze Alagoinhas
- Diecéze Amargosa
- Diecéze Eunápolis
- Diecéze Ilhéus
- Diecéze Itabuna
- Diecéze Teixeira de Freitas-Caravelas

## Historie
Diecéze São Salvador da Bahia byla založena 25. února 1551 bulou Super specula papeže Julia III. z území arcidiecéze Funchal a krátce jí byla podřízena jako sufragánní, než se v červenci téhož roku stala sufragánní vůči lisabonskému patriarchátu (spolu s funchalskou diecézí, která přestala být metropolitní arcidiecézí). 16. listopadu 1676 ji papež Inocenc XI. povýšil na metropolitní arcidiecézi a udělil jí titul primaciálního sídla, protože se jednalo o první diecézí na území Brazílie. Od tohoto data až do roku 1844 byla také metropolitní vůči diecézi São Tomé e Príncipe a diecézi Congo in Angola (obou v Africe).